# Magdalena Gessler

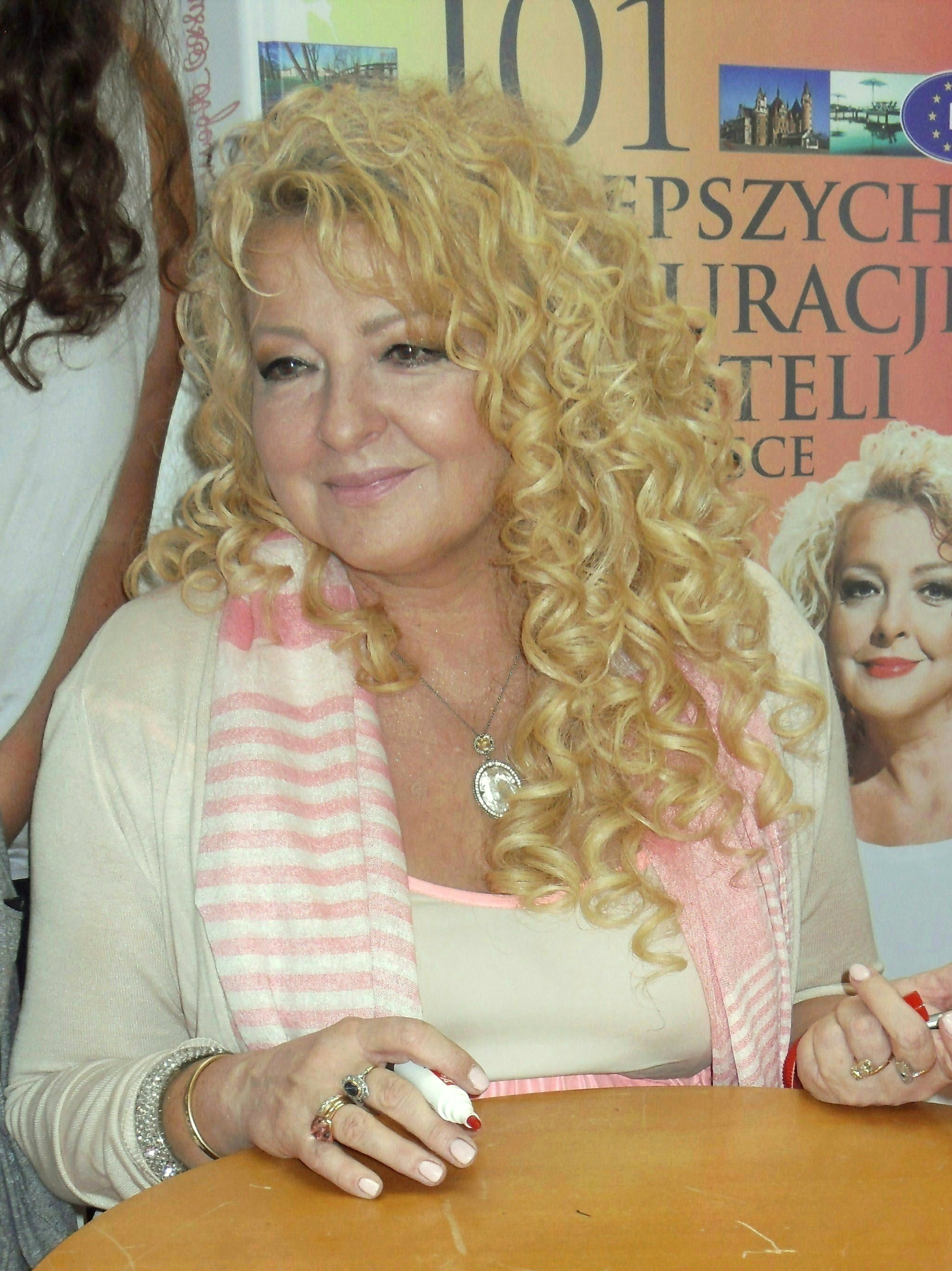
Magdalena Gessler

Magdalena Daria Gessler (10 de julho de 1953) é uma chef de cozinha polaca, proprietária e co-proprietária de vários restaurantes e é também pintora. Apresenta, no canal polaco de televisão TVN, o programa Kuchenne rewolucje (versão polaca do programa Kitchen Nightmares).

## Biografia
Magdalena Gessler nasceu na Polónia e cresceu em Sofia. O seu pai, Mirosław Ikonowicz , de ascendência russa, foi jornalista da Agência Polaca de Notícias, e a sua mãe, de ascendência italiana, foi também chef de cozinha. O seu irmão, Pedro Ikonowicz, é um político, advogado e jornalista polaco. 
Na década de 60, a sua família mudou-se para Havana e mais tarde para Madrid, cidade onde Gessler se formou em pintura, na Academia de Belas Artes. 
Na década de 80, casou com Volkharta Müller, jornalista alemão, correspondente do jornal Der Spiegel em Madrid. Depois da morte do marido, em 1986, voltou para a Polónia onde casou com o restaurador Piotr Gessle.
O seu actual companheiro é o médico polaco Waldemar Kozerawski.Magda Gessler tem três filhos: Tadeu (nascido em 1983) do seu primeiro casamento e Nicholas (nascido em 1995) e Lara (nascida em 1989) do seu segundo casamento.
Em junho de 2005, foi editado o seu livro Cozinha minha paixão, e em outubro de 2007 o livro Adoro cozinhar - Magda Gessler receita para a vida. Em novembro de 2012, foi editado um livro com as suas receitas. 
Desde março de 2010, que apresenta na televisão polaca o programa Revoluções na Cozinha, no qual tenta salvar restaurantes em declínio. Em 2012 fez parte do júri da versão
É também criadora de uma colecção de toalhas de mesa e de linho.
Em 2010, recebeu um Diploma do Ministério da Agricultura para a promoção dos produtos polacos
Actualmente vive em Łomianki, perto de Varsóvia.

## Lista de Restaurantes
- AleGloria, Varsóvia
- U Fukiera, Varsóvia
- Bellini, Varsóvia
- Krokodyl, Varsóvia
- Polka, Varsóvia
- Polka, Żelazowa Wola
- Polka, Łódź
- Gar Ristorante, Varsóvia
- Embassy, Varsóvia
- Słodki... Słony, Varsóvia
- Venezia, Varsóvia
- Marcello Ristorante, Cracóvia
- Kryształowa, Katowice
- Marcello Ristorante Łódź